# Landkreis St. Wendel
Landkreis St. Wendel är ett distrikt (Landkreis) i nordöstra delen av det tyska förbundslandet Saarland.